# Norman Tokar
Norman Tokar (* 25. November 1919 in Newark, New Jersey; † 6. April 1979 in Hollywood, Los Angeles, Kalifornien) war ein US-amerikanischer Filmregisseur, der in jüngeren Jahren auch als Schauspieler arbeitete.
International bekannt ist er vor allem durch seine rund 20 Kino- und Fernsehfilme, die er in den 1960er und 1970er Jahren für die Walt Disney Studios inszenierte.

## Leben

### Karriere bei Bühne, Fernsehen und Film
Norman Tokar hatte bereits als Jugendlicher Rollen auf der Bühne und im Radio. Ab 1939 trat er auch am Broadway auf, darunter als „Irving Frankel“ in See My Lawyer von Richard Maibaum und Harry Clork. Als Ezra Stone 1942 zum Wehrdienst eingezogen wurde, übernahm Tokar von ihm die Hauptrolle des Henry Aldrich in der enorm erfolgreichen Radio-Serie The Aldrich Family. Jedoch erhielt er bald darauf ebenfalls seine Einberufung und diente während des Zweiten Weltkriegs im United States Army Signal Corps.
Nach Kriegsende arbeitete Norman Tokar zunächst wieder als Schauspieler, wechselte aber schließlich zur Regie von Fernsehserien. So inszenierte er einige Folgen der Sitcoms The Bob Cummings Show (1956/1957) und Mutter ist die Allerbeste mit Donna Reed (1960 bis 1962). Tokars Durchbruch kam mit der Sitcom Erwachsen müßte man sein (Leave It to Beaver), bei der er von 1957 bis 1960 bei insgesamt 93 Folgen Regie führte. Sein gekonnter Einsatz der zahlreichen Kinderdarsteller fiel Walt Disney auf, der Tokar anbot, neben Fernsehprojekten auch Kinofilme für sein Studio zu inszenieren.
1961 unterschrieb er für das erste Projekt, die Verfilmung des erfolgreichsten Romans Jim Kjelgaards, Big Red – Ein Hundeabenteuer (Big Red). Die Außenaufnahmen des mit Walter Pidgeon, Gilles Payant, Émile Genest und Janette Bertrand in den Hauptrollen besetzten Abenteuerfilms entstanden in Québec und Kalifornien. Tokar galt fortan als Spezialist des Studios für rustikale Abenteuerfilme mit vielen Landschaftsaufnahmen, Tieren und Kinderdarstellern. Typische Beispiele dafür sind seine drei nächsten Kinofilme, allesamt mit Brian Keith in der Hauptrolle. Im Tal der Apachen (Savage Sam) war eine Fortsetzung von Sein Freund Jello (Old Yeller, 1957) und basierte wie dieser auf einer Romanvorlage von Fred Gipson. Der Tiger ist los (A Tiger Walks, 1964) nach Ian Niall ist ein Drama mit satirischen Untertönen und Diese Calloways (Those Calloways, 1965) ein in den Wäldern Vermonts spielendes Abenteuer um eine Familie von Vogelschützern nach dem Roman Gejagte Schwingen (Swiftwater) von Paul Annixter. Auch wenn diese Filme allesamt keine überragenden Kassenerfolge waren, etablierte sich Tokar damit doch als wichtigster Realfilm-Regisseur des Disney-Studios neben Robert Stevenson und James Neilson sowie Don Chaffey in Großbritannien.
Jede Menge Hunde bekam das Kinopublikum auch in Tokars Slapstick-Komödie Geliebter Haustyrann (The Ugly Dachshund, 1966) mit Dean Jones und Suzanne Pleshette zu sehen. Dafür arbeitete er – wie schon bei den vorangegangenen Filmen – eng mit dem Disney-Tiertrainer William R. Koehler zusammen. Im Gegensatz zu dem ambitionierten Film Diese Calloways war die anspruchslose Klamotte nach dem beliebten Roman von G. B. Stern mit einem Einspielergebnis von rund sechs Millionen Dollar ein ordentlicher Kassenerfolg.
Nach dem ebenfalls recht erfolgreichen Pfadfinder-Film Vierzig Draufgänger (Follow Me, Boys!, 1966) mit Fred MacMurray in der Hauptrolle erhielt er von Disney den Auftrag für seine wohl aufwändigste Produktion, das Musical Der glücklichste Millionär (The Happiest Millionaire, 1967). Es war der letzte Spielfilm, dessen Herstellung Walt Disney noch persönlich überwachte, und sollte an den weltweit großen Erfolg von Mary Poppins drei Jahre zuvor anknüpfen. Die Sherman-Brüder schrieben abermals die Musik, zur Besetzung gehörten neben Fred MacMurray Greer Garson, Tommy Steele, Lesley Ann Warren und John Davidson. Doch die Hoffnungen des Studios erfüllten sich nicht, der mit fast drei Stunden Spielzeit überlang geratene Film war kein sonderlich großer Erfolg bei Publikum und Kritik und wurde schließlich für weitere Aufführungen um gut eine Stunde gekürzt.
Norman Tokar blieb dem Disney-Studio trotzdem weiterhin eng verbunden, konzentrierte sich nun aber auf Filmkomödien wie Der Hengst im grauen Flanellanzug (The Horse in the Gray Flannel Suit, 1968) nach dem Roman Pferd mit Familienanschluß (The Year of the Horse) von Eric Hatch oder Erbschaft in Weiß (Snowball Express, 1972) nach dem Erlebnisbericht Hotel Bonvivant (Château Bon Vivant) von Frankie und Johnny O’Rear. In beiden Filmen spielte Dean Jones die Hauptrolle. Schon fast im Stil der Carry-On-Filmreihe ließ Tokar 1970 Die Bruchschiffer (The Boatniks) in See stechen.
Tokar inszenierte aber auch den nostalgischen Kinderfilm Ein Frechdachs im Maisbeet (Rascal, 1968) nach dem preisgekrönten autobiografischen Kinderbuch Rascal, der Waschbär (Rascal) von Sterling North. Als sein kommerziell erfolgreichster Film erwies sich indes die auf einer Vorlage von Jack Bickham basierende Westernkomödie Die Semmelknödelbande (The Apple Dumpling Gang) mit Bill Bixby und Susan Clark sowie dem Komikerduo Don Knotts und Tim Conway, die im Fahrwasser von Mel Brooks’ Erfolgsfilm Der wilde wilde Westen (Blazing Saddles) entstand. Die Krimikomödie Abenteuer auf Schloß Candleshoe (Candleshoe, 1977) nach Michael Innes wiederum gehört in die Reihe der Disney-Filme mit der jungen Jodie Foster.
Dazwischen war er außerhalb der Disney-Studios nach wie vor für eine Reihe von Fernsehprojekten tätig und brachte 1974 mit Wo der rote Farn wächst (Where the Red Fern Grows) nach Wilson Rawls seinen einzigen Nicht-Disney-Kinofilm heraus.
Der für Tokar bis auf die Tierszenen und komödiantischen Einlagen eher untypische Science-Fiction-Film Die Katze aus dem Weltraum (The Cat from Outer Space, 1978) sollte seine letzte Regiearbeit sein. Er starb am 6. April 1979 im Alter von 59 Jahren in Hollywood.

### Privatleben
Norman Tokar war von 1941 bis zur Scheidung 1949 mit Grace Tokar verheiratet. Aus der Ehe ging ein Kind hervor. Später war er drei Jahre lang mit Phyllis Coates verheiratet. Aus dieser Verbindung stammt ein weiteres Kind.

## Filmografie
– sofern nicht anders angegeben, stets Regie –
- 1956–1957: The Bob Cummings Show (5 Folgen)
- 1957–1960: Erwachsen müßte man sein (Leave It to Beaver, 93 Folgen)
- 1960: McGarry and His Mouse (TV)
- 1960–1962: Mutter ist die Allerbeste (The Donna Reed Show, 17 Folgen)
- 1962: Mein Freund Red (Big Red)
- 1962: Disneyland: Sammy, the Way-Out Seal (TV) – auch Drehbuch
- 1962: His Model Wife (TV) – auch Produzent
- 1963: Im Tal der Apachen (Savage Sam)
- 1964: Der Tiger ist los (A Tiger Walks)
- 1965: Diese Calloways (Those Calloways)
- 1966: Geliebter Haustyrann (The Ugly Dachshund)
- 1966: Vierzig Draufgänger (Follow Me, Boys!)
- 1967: Der glücklichste Millionär (The Happiest Millionaire)
- 1967: The Legend of the Boy and the Eagle (TV)
- 1967: A Boy Called Nuthin’ (TV)
- 1967: Der Hengst im grauen Flanellanzug (The Horse in the Gray Flannel Suit)
- 1968: Ein Frechdachs im Maisbeet (Rascal)
- 1970: Die Bruchschiffer (The Boatniks)
- 1970: Me and Benjie (TV)
- 1971–1972: Doris Day in… (The Doris Day Show, 4 Folgen)
- 1972: My Sister Hank (TV) – auch Produzent
- 1972: Erbschaft in Weiß (Snowball Express)
- 1973: Big Daddy (TV) – auch Produzent
- 1973: M*A*S*H (eine Folge)
- 1974: Young Love (TV) – auch Produzent
- 1974: Wo der rote Farn wächst (Where the Red Fern Grows)
- 1975: Die Semmelknödelbande (The Apple Dumpling Gang)
- 1976: Das große Ferienabenteuer (No Deposit, No Return)
- 1977: Abenteuer auf Schloß Candleshoe (Candleshoe)
- 1978: Die Katze aus dem Weltraum (The Cat from Outer Space) – auch Co-Produzent